# Panagiotis Zachariou
Panagiotis Zachariou (en griego: Παναγιώτης Ζαχαρίου; Pafos, 26 de febrero de 1996) es un futbolista chipriota que juega en la posición de delantero para el AEL Limassol de la Primera División de Chipre.

## Selección nacional
Tras jugar con la selección de fútbol sub-21 de Chipre, finalmente debutó con la selección absoluta el 16 de noviembre de 2018. Lo hizo en un partido de la Liga de Naciones de la UEFA 2018-19 contra Bulgaria que finalizó con un resultado de empate a uno tras los goles de Nikolay Dimitrov para Bulgaria, y del propio Zachariou para Chipre.

### Goles internacionales
| # | Fecha                   | Estadio                      | Oponente | Gol | Resultado | Competición                         |
| - | ----------------------- | ---------------------------- | -------- | --- | --------- | ----------------------------------- |
| 1 | 16 de noviembre de 2018 | Estadio GSP, Nicosia, Chipre | Bulgaria | 1–0 | 1–1       | Liga de Naciones de la UEFA 2018-19 |

## Clubes
| Club                     | País   | Año       | Partidos | Goles |
| ------------------------ | ------ | --------- | -------- | ----- |
| Pafos F. C.              | Chipre | 2014-2019 | 36       | 0     |
| Olympiakos Nicosia F. C. | Chipre | 2019-2021 | 41       | 10    |
| A. C. Omonia Nicosia     | Chipre | 2021-2024 | 62       | 2     |
| AEL Limassol             | Chipre | 2024-     | 22       | 2     |

## Palmarés

### Títulos nacionales
| Título         | Club                 | País   | Año  |
| -------------- | -------------------- | ------ | ---- |
| Copa de Chipre | A. C. Omonia Nicosia | Chipre | 2022 |
| Copa de Chipre | A. C. Omonia Nicosia | Chipre | 2023 |